# .ba
.ba — национальный домен верхнего уровня для Боснии и Герцеговины. Введён в 1996 году по инициативе University Telinformatic Centre, который и проводит регистрацию в домене. Предназначен и используется для объектов, расположенных в Боснии и Герцеговине. Возможна регистрация домена второго уровня или третьего под рядом доменов второго уровня.

## Домены второго уровня
- .org.ba: некоммерческие организации
- .net.ba: телекоммуникационные провайдеры
- .edu.ba: образование
- .gov.ba: для всех видов правительственных учреждений
- .mil.ba: военная инфраструктура
- .unsa.ba: Университет Сараево
- .untz.ba: Университет Тузлы
- .unmo.ba: Университет Мостара
- .unbi.ba: Университет Бихача
- .unze.ba: Университет Зеницы